# Torreja
Torreja, czwórczak (Torreya) – rodzaj drzew i krzewów z rodziny cisowatych. Obejmuje 6 gatunków. Rośliny te występują w naturze we wschodniej Azji (cztery gatunki) oraz w Ameryce Północnej (Torreya taxifolia na Florydzie i w Georgii oraz torreja kalifornijska w Kalifornii). Rośliny są zwykle dwupienne, rzadko jednopienne. Rosną w lasach, zwykle w wąwozach i wzdłuż strumieni. 
Nasiona japońskiej torrei orzechowej są jadalne i służą do wyrobu oleju jadalnego. Torreja kalifornijska uprawiana jest jako roślina ozdobna. Drewno tych drzew było cenione jako surowiec do produkcji mebli, co spowodowało wyeksploatowanie dużych drzew z tego rodzaju.

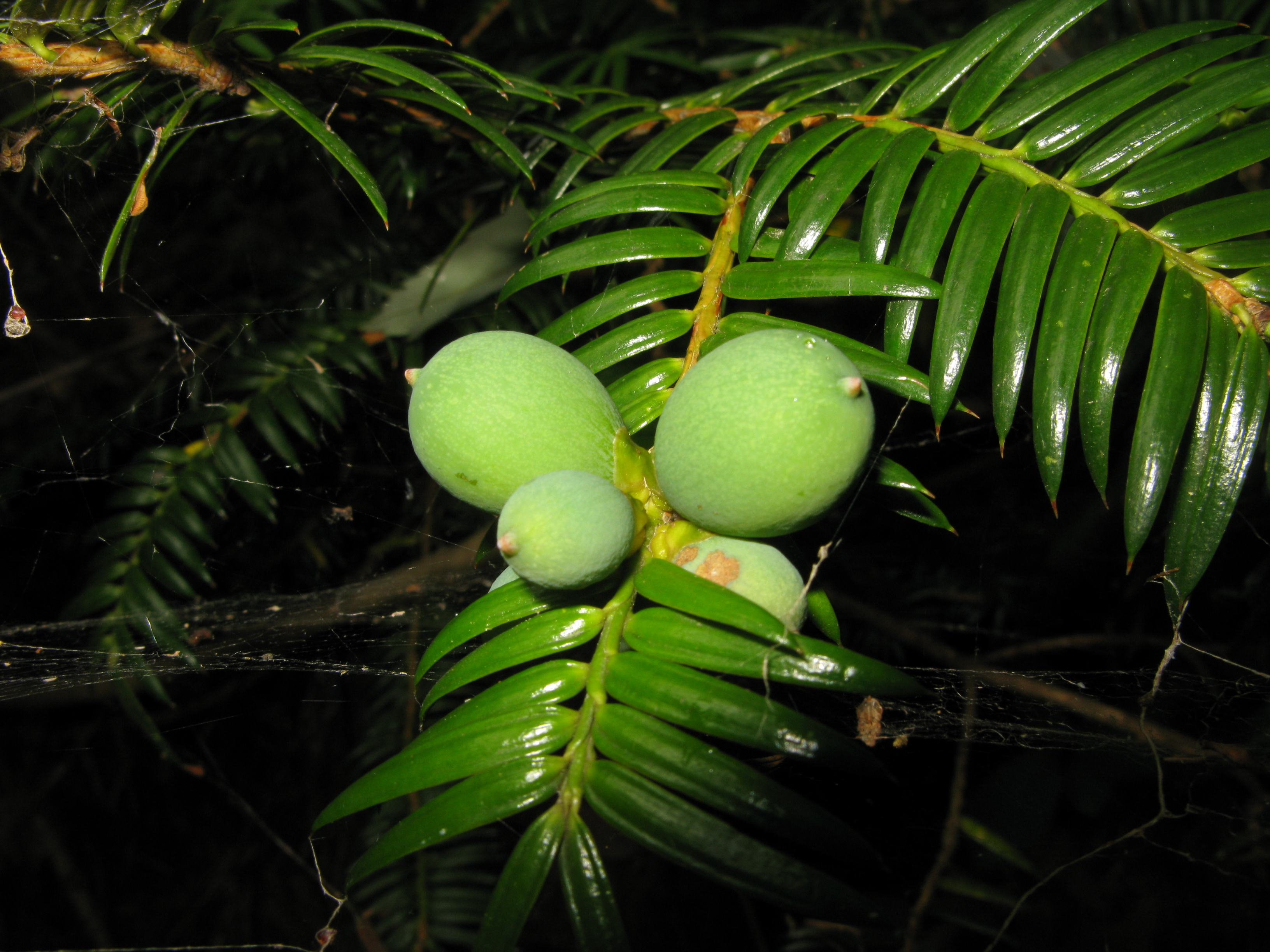
Nasiona otoczone osnówką u torrei orzechowej

## Morfologia
PokrójKrzewy lub zwykle niewysokie drzewa z konarami wyrastającymi w okółkach i niemal naprzeciwległymi rozgałęzieniami dalszego rzędu. Maksymalnie mogą osiągać 35 m wysokości.
LiścieZimozielone. Wyrastają skrętolegle z pędów, ale na ich końcach często rozłożone są dwustronnie na boki. Są równowąskie, skórzaste, kłująco zaostrzone. Na grzbiecie pozbawione są wystającej centralnej wiązki przewodzącej, od spodu wzdłuż liścia biegną dwa wąskie jasne paski aparatów szparkowych. Przełamane liście wydzielają wyraźny zapach. Osiągają od 1,5 do 8 cm długości.
Organy generatywneSzyszki męskie są owalne lub jajowate, składają się z 6–8 okółków mikrosporofili. Wyrastają pojedynczo w kątach liści. Strobil żeński jest zredukowany do jednej zalążni otoczonej u nasady mięsistą osnówką i kilkoma łuskami. Nasiono dojrzewa przez dwa lata okryte zmięśniałą i twardą osnówką. Ma barwę zieloną do fioletowej po dojrzeniu. Samo nasiono osiąga od 2,5 do 3,5 cm długości.

## Biologia i ekologia
Na przykładzie naturalnego rozmieszczenia gatunków tego rodzaju można wykazać, że pewne rodzaje często miewają zasięgi częściowe w Azji i Ameryce Północnej, podczas gdy brak ich w Europie. Ten typ rozmieszczenia jest następstwem zlodowaceń, które w Europie spowodowały wymarcie licznych gatunków. W eocenie rodzaj Torreya miał zasięg okołobiegunowy.

## Systematyka
Jeden z rodzajów rodziny cisowatych (Taxaceae). W obrębie rodzaju wyróżnia się 6 gatunków:
- Torreya californica Torr. – torreja kalifornijska
- Torreya fargesii Franch.
- Torreya grandis Fortune ex Lindl.
- Torreya jackii Chun
- Torreya nucifera (L.) Siebold & Zucc. – torreja orzechowa
- Torreya taxifolia Arn.